# 용자리 초은하단

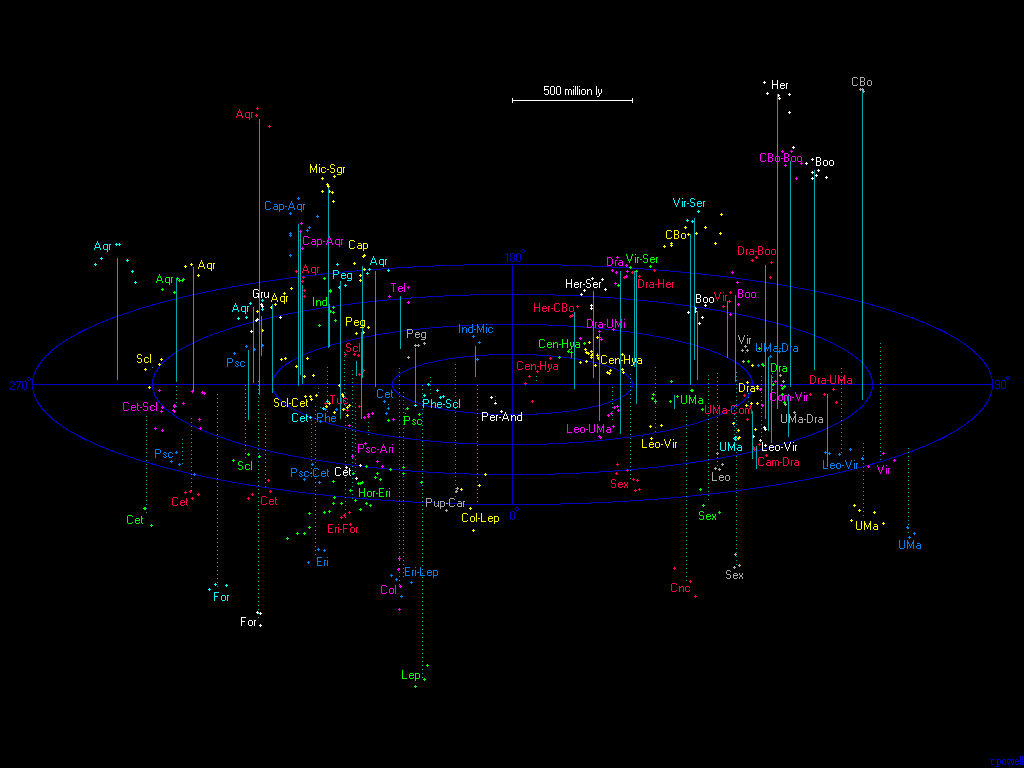

용자리 초은하단(SCL 114)은 용자리에 있는 초은하단이다.
지름은 약 130 메가파섹이고, 지구로부터 300 메가파섹 만큼 떨어져 있다.
이 초은하단의 추정 크기는 4억 1,000만 광년, 질량은 1017 M☉에 달해 관측 가능한 우주에서 알려진 가장 크고 거대한 초은하단 중 하나가 된다.

## 하위 은하단
하위 은하단들은 에이벨 1289, 에이벨 1302, 에이벨 1322, 에이벨 1466, 에이벨 1406, 에이벨 1421, 에이벨 1432, 에이벨 1446, 에이벨 1447, 에이벨 1518, 에이벨 1569, 에이벨 1621, 에이벨 1674이다.